# Vigerslev Sogn (Københavns Kommune)
 For alternative betydninger, se Vigerslev Sogn. (Se også artikler, som begynder med Vigerslev Sogn)
Vigerslev Sogn er et sogn i Valby-Vanløse Provsti (Københavns Stift). Sognet ligger i Københavns Kommune; indtil Kommunalreformen i 1970 lå det i Sokkelund Herred (Københavns Amt). I Vigerslev Sogn ligger Vigerslev Kirke.
I Vigerslev Sogn findes flg. autoriserede stednavne:
- Vigerslev (bebyggelse, ejerlav)